# Tom Lea
Thomas Calloway Lea III (11 de Julho, 1907 - 29 de Janeiro, 2001) foi um muralista, ilustrador, artista, correspondente de guerra, novelista e historiador estadunidense. A maior parte de suas obras artísticas e literárias eram sobre Texas, centro-norte do México, e sua experiência na Segunda Guerra Mundial no Sul do Pacífico e na Ásia. Duas de suas obras mais famosas, The Brave Bulls e The Wonderful Country, são vastamente consideradas como clássicos da literatura do sudoeste estadunidense.

## Infância e educação
Lea nasceu em 11 de julho, 1907 na cidade de El Paso, Texas. Seus pais são Thomas Calloway Lea Jr e Zola May. De 1915 até 1917, seu pai foi prefeito de El Paso. Como prefeito, seu pai fez uma declaração pública, onde o mesmo afirmou que iria prender Pancho Villa caso ele tentasse adentrar a cidade de El Paso, depois que Villa atacou a cidade de Columbus, localizada no Novo México, em 9 de março, 1916. Villa respondeu à essa declaração pública, oferecendo uma recompensa de mil pesos pela cabeça do prefeito. Por seis meses, Tom e seu irmão Joe tiveram que ser escoltados pela polícia para ir e voltar da escola.
Após ter se graduado em 1924, Thomas atendeu o  Instituto de Arte de Chicago no mesmo ano, até 1926, e então deu assistência e aprendizagem a John W. Norton, um muralista de Chicago, de 1927 até 1932.
Em 1927, ele se casou com Nancy June Taylor, que também estudava arte. Em 1930, Norton sugeriu que Tom fosse a uma excursão de arte na Europa para estudar a arte de lá. Ele e Nancy então foram a Paris e visitaram uma exibição de Eugène Delacroix no Louvre, e declarou Delacroix como seu "favorito". Após essa viagem a Paris, eles visitaram outras cidades europeias, como Roma e Capri. E então, após um tour que durou quatro meses, eles voltaram à França para visitar Le Havre, com o objetivo de observar a passagem do SS Île de France.
Após o tour na Itália, eles se mudaram para Santa Fe para que pudessem ficar no sudoeste estadunidense com outros artistas. Quando Nancy ficou doente (devido à uma apendicectomia mal feita), eles se mudaram de volta a El Paso, onde Lea arrumou um emprego que envolvia projetos artísticos.

## Carreira

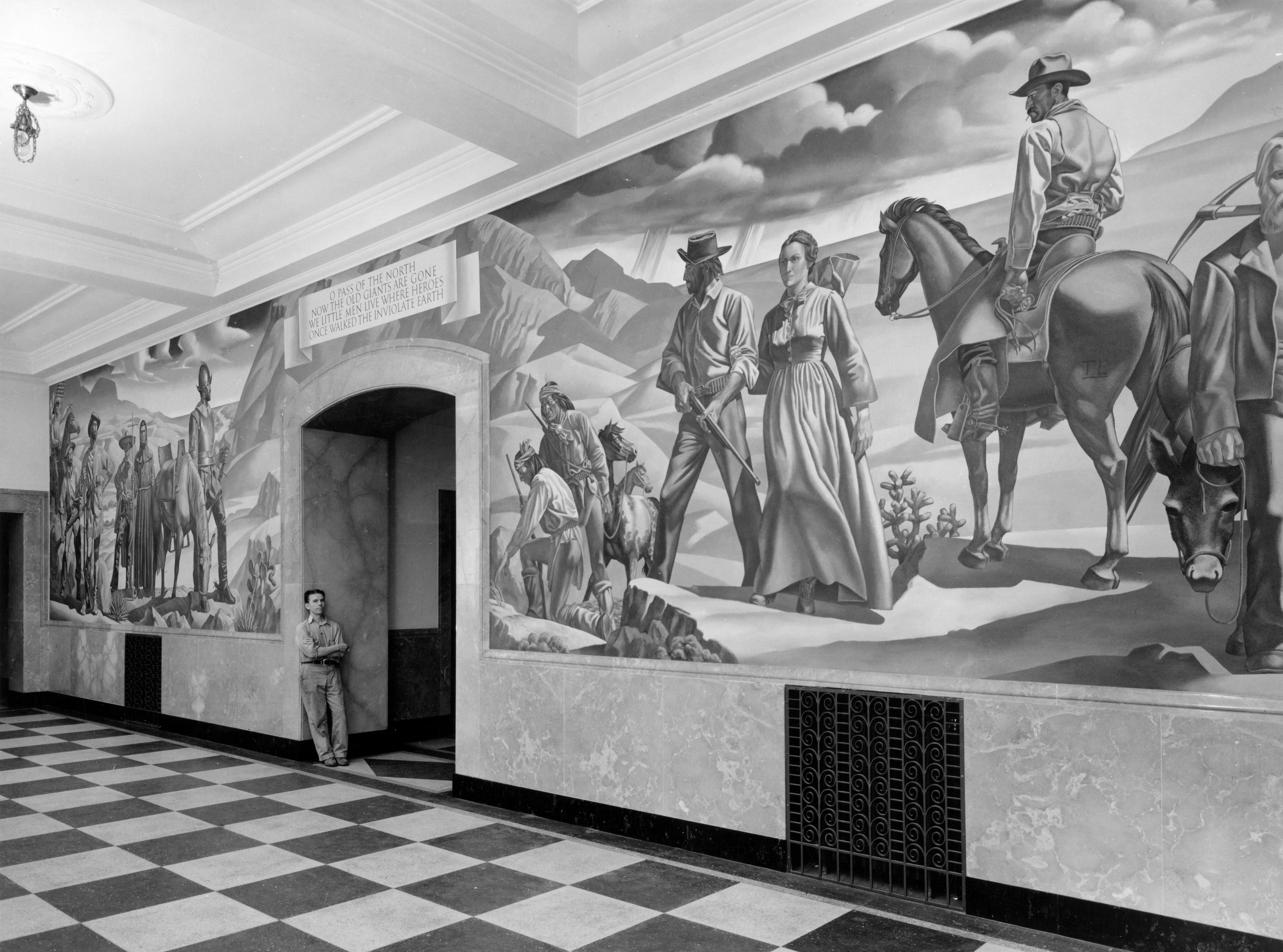
Tom Lea, após ter completado a obra Pass of the North (1938), um de seus murais

Lea venceu uma competição onde ele comissionou um mural pro edifício do Departamento de Correios do Estados Unidos (que nos tempos atuais é conhecido pelo nome William Jefferson Clinton Federal Building) em Washington, D.C., chamado The Nesters. Seus outros murais incluíram os correios de Odessa, Texas (Stampede), Pleasant Hill, Missouri (Back Home, April 1865) e Seymour, Texas (Comanches). Em 1936, sua esposa (em abril), vó (em junho) e sua mãe (em dezembro), morreram no mesmo ano.
Em 1937, ele começou a fazer trabalhos literários, e isso levou à uma parceria com um amigo de seu pai, o autor J. Frank Dobie. Dobie escreveu sobre a dura vida de quem estabelecia as fronteiras do Texas, enquanto as ilustrações de Lea eram em sua maioria sobre caubóis e as paisagens selvagens do Texas. Enquanto pintava um mural em El Paso, ele encontrou e se casou com sua segunda esposa, Sarah Catherine Beanee, em julho de 1938. Sarah veio de Monticello, Illinois até El Paso para visitar amigos. Sarah tinha um filho, James, o qual ela havia adotado em um casamento anterior. Enquanto pintava seu mural em um tribunal, Lea também conheceu o artista José Cisneros e ambos foram capazes de se conectarem como amigos, além de terem estabelecido contatos comerciais entre si. No mesmo ano ele deu início a sua parceria vitalícia com Carl Hertzog (Jean Carl Hertzog Sr.), um produtor e escritor de livros.
Em 1940 ele se inscreveu e ganhou Irmandade de Rosenwald, porém no final do verão de 1941, ele recebeu um telegrama da LIFE, onde recebeu a proposta de ir ao mar junto da Marinha dos Estados Unidos em uma patrulha no Atlântico Norte. No outono de 1941, ele decidiu se tornar pintor da LIFE como um artista de guerra e correspondente a bordo de um contratorpedeiro. Ele viajou por todo o mundo com o exército estadunidense de 1941 até 1945. Essa viagem incluiu: China, Grã-Bretanha, Itália, índia, Norte da África, Atlântico Norte, Oriente Médio e o Pacífico Ocidental. Ele foi enviado à guerra a bordo do porta-aviões USS Hornet (CV-8) 
(em 15 de setembro, 1942), quando o USS Wasp (CV-7) foi afundado por torpedos de um submarino japonês. Ele pintou inúmeras pinturas do afundamento do Wasp. Em 1943, durante a sua visita na China, ele encontrou Theodore H. White, e pintou os retratos do Generalíssimo Chiang Kai-shek e sua esposa, Soong Mei-ling; e o General Claire Lee Chennault, líder dos Flying Tigers.

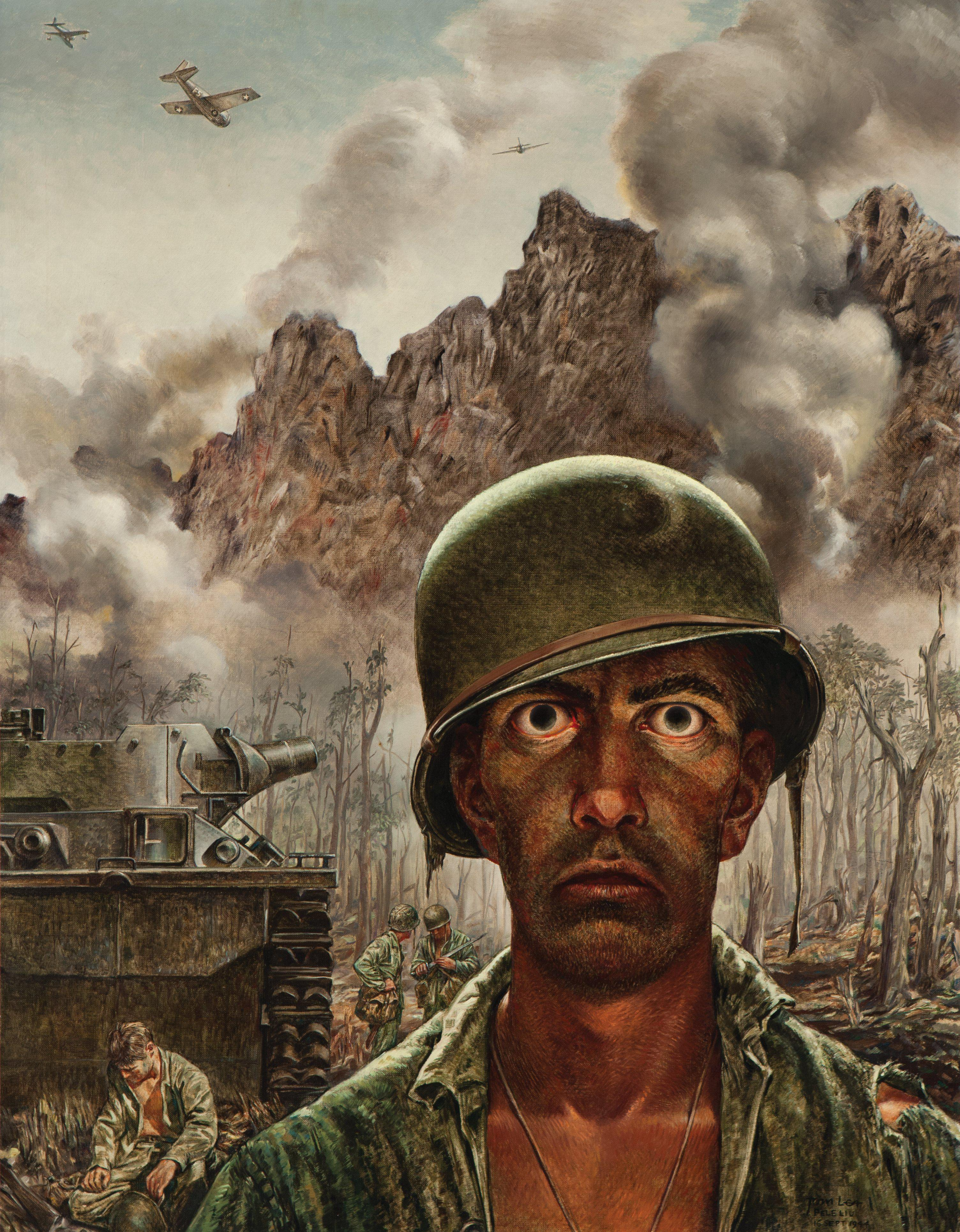
The Two-Thousand Yard Stare / O Olhar de Duas-Mil Jardas (1944)

 Foi durante seu tempo no Pacifíco Ocidental em 1944 como correspondente de combate com a Primeira Divisão da Marinha Estadunidense durante a invasão da pequena ilha de Peleliu que ele realmente marcou seu nome entre os leitores das revistas da LIFE. "Meu trabalho ali consistia em tentar não ser morto e memorizar o que eu via e sentia", disse Lea. Suas imagens vívidas e realistas da aterrisagem na praia e da Batalha de Peleliu, iriam impactar ambos leitores e Lea. The Price e The Two-Thousand Yard Stare iriam se tornar algumas de suas obras mais famosas. (Um total de 1,794 estadunidenses morreram em um período de dois meses, que foi conhecido como a batalha mais controvérsia da guerra, devido a seu valor estratégico questionável e alto número de mortos.)
Em 1974, Lea completou uma esquete de grafite em papel kraft de sua esposa, chamada Study for Sarah in the Summertime. Ele havia começado a fazer a esquete dois anos antes, por volta de seis meses antes de ele ter chegado da guerra. A obra de tamanho real (71" × 30¼") foi baseada em uma fotografia, tirada de Sarah no jardim da casa deles, em 1520 Raynolds Boulevard, na cidade de El Paso, foto a qual ele carregou em sua carteira por toda a guerra. Uma pintura a óleo, Sarah in the Summertime (67" × 32"), foi feita a partir da esquete. Essas duas obras combinadas foram as que mais levaram tempo para serem feitas em toda a carreira de Lea.
Após ter terminado de produzir a sua ultima novela, The Hands of Cantu, em 1964, Lea viajou para Boston para poder se encontrar com sua publicadora, Little, Brown and Company. Ele disse a eles que não estava mais interessado em produzir outra novela, então, eles sugeriram que Lea produzisse um livro sobre suas pinturas. Por meio dessa sugestão, surgiu a obra de 1968, A Picture Gallery, produzida por Lea, que foi sua "autobiografia", uma escritura do porque e quando ele produziu essas pinturas. Trabalhar na produção desse livro levou Lea a focar novamente em pinturas, fazendo com que ele se afastasse da literatura. Logo depois de ter terminado essa obra, a Baylor University prestou uma homenagem à literatura de Lea, concedendo à Lea, e seu amigo Carl Hertzog, um doutorado honorário em literatura. O Museu de Arte de El Paso estabeleceu sua galeria de Tom Lea em 1996, e em 1997 ele foi honorado como um Irmão na Associação Histórica do Estado do Texas. O presidente George W. Bush teve a pintura Rio Grande (feita por Lea) a mostra no Oval Office.
Lea faleceu em El Paso, Texas, no dia 29 de janeiro, 2001, aos 93 anos de idade.